# Seconda coniugazione
In italiano, la seconda coniugazione verbale è quella dei verbi aventi l'infinito in -ere e -rre (per sincope delle penultima vocale), erede della seconda (verbi piani con desinenza dell'infinito in -ere) e terza coniugazione latina (verbi sdruccioli con desinenza dell'infinito in -ere). 
Contiene all'incirca un migliaio di verbi a lemma nei dizionari, nonché la stragrande maggioranza dei verbi irregolari.

## Coniugazione
|      | Indicativo | Indicativo | Indicativo       | Indicativo      | Congiuntivo | Congiuntivo | Condizionale | Imperativo |
|      | Presente   | Imperfetto | Passato remoto   | Futuro semplice | Presente    | Imperfetto  | Presente     | Presente   |
| io   | tem-o*     | tem-évo    | tem-éi/ètti      | tem-erò         | tem-a*      | tem-éssi    | tem-erèi     | -          |
| tu   | tem-i*2    | tem-évi    | tem-ésti         | tem-erài        | tem-a*      | tem-éssi    | tem-erésti   | tem-i*1    |
| egli | tem-e*     | tem-éva    | tem-é/ètte       | tem-erà         | tem-a*      | tem-ésse    | tem-erèbbe   | -          |
| noi  | tem-iàmo   | tem-evàmo  | tem-émmo         | tem-erémo       | tem-iàmo    | tem-éssimo  | tem-erémmo   | -          |
| voi  | tem-éte2   | tem-evàte  | tem-éste1        | tem-eréte       | tem-iàte    | tem-éste2   | tem-eréste   | tem-éte1   |
| essi | tem-ono*   | tem-évano  | tem-érono/èttero | tem-erànno      | tem-ano*    | tem-éssero  | tem-erèbbero | -          |

* Sulle voci rizotoniche non è stato segnalato l'accento poiché impredicibile, potendo cadere su qualsiasi sillaba della radice a seconda del verbo.
| Infinito | Infinito     | Participio | Participio | Gerundio | Gerundio      |
| Presente | Passato      | Presente   | Passato    | Presente | Passato       |
| -------- | ------------ | ---------- | ---------- | -------- | ------------- |
| tem-ére  | avere temuto | tem-ènte   | tem-ùto    | tem-èndo | avendo temuto |

### Particolarità della coniugazione
- I verbi in -(s)cere e -gere mutano il valore fonologico della -c- e della -g- a seconda dalla vocale desinenziale in conformità con le regole ortografiche, quindi con pronuncia /ʧ/ (o /ʃ/) e /ʤ/ davanti a i- e e-, e /k/ (o /sk/) e /g/ (vinc-o, cresc-a, piang-ono) davanti a a- e o-; ma non davanti a u- perché in -(s)cere prendono il diacritico -i- mantenendo intatta la pronuncia (cresc-i-uto).

- Tutti i verbi in -ngere ammettono una variante antica e/o popolareggiante in -gn- /ɲɲ/ (permutazione del -ng-) nelle voci con desinenze inizianti in e- e i- (piagn-erai, dipign-iamo).

- Per tutti i verbi in -gnere (ormai soltanto il verbo spegnere) o tutti quelli che nella coniugazione possono mutare in -gn- /ɲɲ/ la tradizione grammaticale ammette una doppia grafia con le desinenze inizianti per i- (1ª persona plurale dell'indicativo presente, e 1ª e 2ª plurale del congiuntivo presente): una con -i- (spegn-iamo), e una senza (spegn-amo). Tuttavia la prima scelta rimane la più caldeggiata dalle grammatiche e dai linguisti per questioni di omogeneità con le altre coniugazioni e soprattutto per la possibilità di permutazione del -gn-, pur essendo la -i- un semplice segno diacritico.

- I verbi in -iere perdono sempre la -i- davanti alle desinenze inizianti per i- (comp-iamo).

- Il passato remoto alla 1ª e 3ª persona singolare e alla 3ª persona plurale vede concorrere due desinenze -ei e -etti, le quali possono essere entrambe in uso, magari con una maggiore preferenza per una forma sola, oppure mutuamente escludentisi. In genere si è notato che i verbi con -t nella radice si coniugano preferibilmente con la desinenza in -ei, mentre gli altri con -etti, ma non è una regola assoluta, vedi il passato insistetti; inoltre, a fianco di queste forme deboli (definite deboli perché rizoatone), nei verbi irregolari esistono spesso delle forme forti (rizotoniche) largamente più in uso e diffuse.

## Origine latina
I verbi della seconda coniugazione italiana con infinito piano (ad esempio, temére) discendono dalla seconda coniugazione latina (con infinito in -ēre)
|          | Indicativo | Indicativo | Indicativo | Infinito + Presente avere | Congiuntivo     | Congiuntivo  | Infinito + Perfetto avere | Imperativo |
| Presente | Imperfetto | Perfetto   | Presente   | Infinito + Presente avere | Piuccheperfetto | Presente     | Infinito + Perfetto avere |            |
| ego      | tim-eō     | tim-ēbam   | tim-uī     | tim-ēr hab-eo             | tim-eam         | tim-uīssem   | tim-ēr hab-uī             | -          |
| tu       | tim-ēs     | tim-ēbās   | tim-uistī  | tim-ēr hab-ēs             | tim-eās         | tim-uīssēs   | tim-ēr hab-uistī          | tim-ē      |
| is       | tim-et     | tim-ēbat   | tim-uit    | tim-ēr hab-et             | tim-eat         | tim-uīsset   | tim-ēr hab-uit            | -          |
| nos      | tim-ēmus   | tim-ēbāmus | tim-uìmus  | tim-ēr hab-ēmus           | tim-eāmus       | tim-uissēmus | tim-ēr hab-uimus          | -          |
| vos      | tim-ētis   | tim-ēbātis | tim-uistis | tim-ēr hab-ētis           | tim-eātis       | tim-uissētis | tim-ēr hab-uistis         | tim-ēte    |
| ei       | tim-ent    | tim-ēbant  | tim-uērunt | tim-ēr hab-ent            | tim-eant        | tim-uīssent  | tim-ēr hab-uērunt         | -          |

| Infinito | Infinito  | Participio | Participio | Gerundio | Gerundio |
| Presente | Passato   | Presente   | Passato    | Presente | Passato  |
| -------- | --------- | ---------- | ---------- | -------- | -------- |
| tim-ēre  | tim-uisse | tim-ēntis  | *tim-itus  | tim-endō | tim-endō |

## Varianti desinenziali antiche o poetiche
Indicativo
- Presente: tra le desinenze arcaiche riscontrabili nel fiorentino si possono ricordare, (noi) tememo.
- Imperfetto: antica e in uso fino all'Ottocento (io) temeva, da cui sincope poetica (io) temea parimente alle altre: (tu) temei, (egli) temea, (noi) temeamo, (essi) temeano (arcaica (essi) temieno), non tutte egualmente frequenti.
- Passato remoto: in poesia: (io) teme' elisione di temei,  (egli) temeo per temé, temero per temerono; arcaico (egli) temettono per temettero.
- Futuro: arcaiche e rare le forme: (io) temeroe o temeraggio o temerabbo, (egli) temerae.

Congiuntivo
- Presente: arcaiche le forme originarie: (tu) teme; antico e in uso sino all'Ottocento (tu) temi, (essi) temino;
- Imperfetto: antica la forma poetica (io) temesse; e solo antiche le forme (egli) temessi, (essi) temessono o temessino o  temesseno.

Condizionale
- Presente: arcaico: (essi) temerebbono anche poetico tenerieno;  poetiche le forme (io) temeria, (egli) temeria, (essi) temeriano.

## Coniugazione dei verbi sdruccioli all'infinito

### Coniugazione
|          | Indicativo | Indicativo     | Indicativo      | Indicativo  | Congiuntivo | Congiuntivo | Condizionale  | Imperativo |
| Presente | Imperfetto | Passato remoto | Futuro semplice | Presente    | Imperfetto  | Presente    | Presente      |            |
| io       | mett-o*    | mett-évo       | mis-i*          | mett-erò    | mett-a*     | mett-éssi   | mett-erèi     | -          |
| tu       | mett-i*2   | mett-évi       | mett-ésti       | mett-erài   | mett-a*     | mett-éssi   | mett-erésti   | mett-i*1   |
| egli     | mett-e*    | mett-éva       | mis-e*          | mett-erà    | mett-a*     | mett-ésse   | mett-erèbbe   | -          |
| noi      | mett-iàmo  | mett-evàmo     | mett-émmo       | mett-erémo  | mett-iàmo   | mett-éssimo | mett-erémmo   | -          |
| voi      | mett-éte2  | mett-evàte     | mett-éste1      | mett-eréte  | mett-iàte   | mett-éste2  | mett-eréste   | mett-éte1  |
| essi     | mett-ono*  | mett-évano     | mis-ero*        | mett-erànno | mett-ano*   | mett-éssero | mett-erèbbero | -          |

* Sulle voci rizotoniche non è stato segnalato l'accento poiché impredicibile, potendo cadere su qualsiasi sillaba della radice a seconda del verbo.
| Infinito  | Infinito    | Participio | Participio | Gerundio  | Gerundio     |
| Presente  | Passato     | Presente   | Passato    | Presente  | Passato      |
| --------- | ----------- | ---------- | ---------- | --------- | ------------ |
| mett-ere* | avere messo | mett-ènte  | mess-o*    | mett-èndo | avendo messo |

### Origine latina
I verbi sdruccioli della seconda coniugazione nascono dalla terza coniugazione latina (consonantica, con vocale epentetica ĕ nell'infinito, ad esempio mittĕre). Per tale ragione, il participio passato italiano di questi verbi è spesso "irregolare", cioè non facilmente prevedibile.
|          | Indicativo | Indicativo  | Indicativo | Infinito + Presente avere | Congiuntivo     | Congiuntivo | Infinito + Perfetto avere | Imperativo |
| Presente | Imperfetto | Perfetto    | Presente   | Infinito + Presente avere | Piuccheperfetto | Presente    | Infinito + Perfetto avere |            |
| ego      | mitt-ō     | mitt-ēbam   | mī-sī      | mĭtt-er hab-eō            | mĭtt-am         | mīs-ĭssem   | mĭtt-er hab-ui            | -          |
| tu       | mitt-is    | mitt-ēbās   | mī-sistī   | mĭtt-er hab-es            | mĭtt-ās         | mīs-ĭssēs   | mĭtt-er hab-uīsti         | mĭtt-e     |
| is       | mitt-it    | mitt-ēbat   | mī-sit     | mĭtt-er hab-et            | mĭtt-at         | mīs-ĭset    | mĭtt-er hab-uit           | -          |
| nos      | mitt-imus  | mitt-ēbāmus | mī-simus   | mĭtt-er hab-ēmus          | mitt-ā́mus       | mīs-issḗmus | mĭtt-er hab-uìmus         | -          |
| vos      | mitt-itis  | mitt-ēbātis | mī-sistis  | mĭtt-er hab-ētis          | mitt-ā́tis       | mīs-issḗtis | mĭtt-er hab-uīstis        | mĭtt-ite   |
| ei       | mitt-unt   | mitt-ēbant  | mī-sērunt  | mĭtt-er hab-ent           | mĭtt-ant        | mīs-ĭssent  | mĭtt-er hab-uērunt        | -          |

| Infinito | Infinito | Participio | Participio | Gerundio  | Gerundio |
| Presente | Passato  | Presente   | Passato    | Presente  | Passato  |
| -------- | -------- | ---------- | ---------- | --------- | -------- |
| mĭtt-ere | mī-sisse | mitt-ēntis | mĭss-us    | mitt-ĕndo | -        |

## Coniugazione del verbo avere
|      | Indicativo | Indicativo | Indicativo     | Indicativo      | Congiuntivo | Congiuntivo | Condizionale | Imperativo |
|      | Presente   | Imperfetto | Passato remoto | Futuro semplice | Presente    | Imperfetto  | Presente     | Presente   |
| io   | hò*        | av-évo     | èbb-i*         | av-rò           | àbb-ia*     | av-éssi     | av-rèi       | -          |
| tu   | hài*       | av-évi     | av-ésti        | av-rài          | àbb-ia*     | av-éssi     | av-résti     | àbb-i*     |
| egli | hà*        | av-éva     | èbb-e*         | av-rà           | àbb-ia*     | av-ésse     | av-rèbbe     | -          |
| noi  | abb-iàmo   | av-evàmo   | av-émmo        | av-rémo         | abb-iàmo    | av-éssimo   | av-rémmo     | -          |
| voi  | av-éte     | av-evàte   | av-éste1       | av-réte         | abb-iàte2   | av-éste2    | av-réste     | abb-iàte1  |
| essi | hànno*     | av-évano   | èbb-ero*       | av-rànno        | àbb-iano*   | av-éssero   | av-rèbbero   | -          |

* Voci rizotoniche
| Infinito | Infinito    | Participio | Participio | Gerundio | Gerundio     |
| Presente | Passato     | Presente   | Passato    | Presente | Passato      |
| -------- | ----------- | ---------- | ---------- | -------- | ------------ |
| av-ére   | avere avuto | av-ènte    | av-ùto     | av-èndo  | avendo avuto |

### Origine latina
|          | Indicativo | Indicativo | Indicativo | Infinito + Presente avere | Congiuntivo     | Congiuntivo | Infinito + Perfetto avere | Imperativo |
| Presente | Imperfetto | Perfetto   | Presente   | Infinito + Presente avere | Piuccheperfetto | Presente    | Infinito + Perfetto avere |            |
| ego      | hab-eo     | hab-ēbam   | hab-ui     | hab-ēr hab-eo             | tim-eam         | tim-uīssem  | tim-ēr hab-ui             | -          |
| tu       | hab-es     | hab-ēbas   | hab-uīsti  | hab-ēr hab-es             | tim-eas         | tim-uīsses  | tim-ēr hab-uīsti          | hab-e      |
| is       | hab-et     | hab-ēbat   | hab-uit    | hab-ēr hab-et             | tim-eat         | tim-uīsset  | tim-ēr hab-uit            | -          |
| nos      | hab-ēmus   | hab-ebāmus | hab-uìmus  | hab-ēr hab-ēmus           | tim-eāmus       | tim-issēmus | tim-ēr hab-uìmus          | -          |
| vos      | hab-ētis   | hab-ebātis | hab-uīstis | hab-ēr hab-ētis           | tim-eātis       | tim-issētis | tim-ēr hab-uīstis         | hab-ēte    |
| ei       | hab-ent    | hab-ēbant  | hab-uērunt | hab-ēr hab-ent            | tim-eant        | tim-uīssent | tim-ēr hab-uērunt         | -          |

| Infinito | Infinito | Participio | Participio | Gerundio | Gerundio |
| Presente | Passato  | Presente   | Passato    | Presente | Passato  |
| -------- | -------- | ---------- | ---------- | -------- | -------- |
| hab-ēre  | -        | hab-ēntis  | hab-itus   | hab-endo | -        |

## Coniugazione del verbo essere
|      | Indicativo | Indicativo | Indicativo     | Indicativo      | Congiuntivo | Congiuntivo | Condizionale | Imperativo |
|      | Presente   | Imperfetto | Passato remoto | Futuro semplice | Presente    | Imperfetto  | Presente     | Presente   |
| io   | s-óno*2    | èr-o       | f-ùi           | s-arò           | s-ìa*       | f-óssi2     | s-arèi       | -          |
| tu   | s-èi*2 0   | èr-i       | f-ósti         | s-arài          | s-ìa*       | f-óssi1     | s-arésti     | s-ìi*0     |
| egli | è          | èr-a       | f-u*           | s-arà           | s-ìa*       | f-ósse      | s-arèbbe     | -          |
| noi  | s-iàmo2    | er-avàmo   | f-ùmmo         | s-arémo         | s-iàmo1     | f-óssimo    | s-arémmo     | -          |
| voi  | s-iète     | er-avàte   | f-óste1        | s-aréte         | s-iàte2     | f-óste2     | s-aréste     | s-iàte1    |
| essi | s-óno*1    | èr-ano     | f-ùrono        | s-arànno        | s-ìano*     | f-óssero    | s-arèbbero   | -          |

* Voci rizotoniche
| Infinito | Infinito     | Participio | Participio | Gerundio | Gerundio      |
| Presente | Passato      | Presente   | Passato    | Presente | Passato       |
| -------- | ------------ | ---------- | ---------- | -------- | ------------- |
| èss-ere  | essere stato | ess-ènte   | st-àto     | ess-èndo | essendo stato |

### Origine latina
|          | Indicativo | Indicativo | Indicativo | Infinito + Presente avere | Congiuntivo     | Congiuntivo | Infinito + Perfetto avere | Imperativo |
| Presente | Imperfetto | Perfetto   | Presente   | Infinito + Presente avere | Piuccheperfetto | Presente    | Infinito + Perfetto avere |            |
| ego      | sum        | er-am      | f-uī       | *essĕr hab-eo             | s-im³           | f-uìssem    | *essĕr hab-ui             | -          |
| tu       | es         | er-ās      | f-uìstī    | *essĕr hab-es             | s-īs²           | f-uìssēs    | *essĕr hab-uīsti          | e-s⁰       |
| is       | est        | er-at      | f-uit      | *essĕr hab-et             | s-it¹           | f-uìsset    | *essĕr hab-uit            | -          |
| nos      | sumus      | er-āmus    | f-uimus    | *essĕr hab-ēmus           | s-īmus          | f-uissēmus  | *essĕr hab-uìmus          | -          |
| vos      | estis      | er-ātis    | f-uistis   | *essĕr hab-ētis           | s-ītis          | f-uissētis  | *essĕr hab-uīstis         | e-ste¹     |
| ei       | sunt       | er-ant     | f-uērunt   | *essĕr hab-ent            | s-int           | f-uìssent   | *essĕr hab-uērunt         | -          |

| Infinito        | Infinito | Participio | Participio | Gerundio  | Gerundio |
| Presente        | Passato  | Presente   | Passato    | Presente  | Passato  |
| --------------- | -------- | ---------- | ---------- | --------- | -------- |
| esse < *esse-re | fuisse   | *ess-ēntis | -          | *ess-endo | -        |